# ご近所メルヒェンRPG ピーカーブー
『ご近所メルヒェンRPG ピーカーブー』（ごきんじょメルヒェンアールピージー ピーカーブー）は、日本のテーブルトークRPG作品。作者は河嶋陶一朗・落合なごみ・冒険企画局。新紀元社から2008年10月7日に発売された。

## 概要
河嶋陶一朗が制作した汎用RPGシステム「サイコロ・フィクション」を使用した第1弾の作品。現代の街を舞台に、小学生とオバケがペアになって冒険するというコンセプトのゲームである。本書の内容のうち、前ページ中の前2/3がリプレイで、残りがルールパートで構成されている。

## リプレイ
本作品を使用したリプレイが収録されている。「小学生になって遊ぶゲーム」ということで、実際の小学生がリプレイプレイヤーに起用されている。

## プレイヤーキャラクター
プレイヤーは2人1組でコンビを組み、一人が子供（イノセント）、もう一人がオバケ（スプーキー）となり、それぞれ別々のプレイヤーキャラクターを作成する。結果的にパーティプレイヤーは偶数が基本であるが、奇数の場合はゲームマスターがスプーキーを補完して調整する。
イノセント
小学校の高学年という設定。性格、家族、才能と弱点を決定する。パラメーターには「元気」と「眠気」がある。
スプーキー
イノセントと契約を結んだオバケ。自分が所属する組織、外見を決定する。能力値には攻撃力、防御力、お助け力、お邪魔力がある。パラメーターには「魔力」がある。スプーキーには「弱点」があり、また魔法を2つ習得している。

## 判定方法
6面体サイコロを2つ使用（2D6）。ゲームマスターが指定した特技を持っていれば通常の目標値で判定。特技を持っていなければ、特技表の中から自分の持っている特技の中で、指定された特技から一番近いもので代用する。この場合、代用した特技から指定された特技までのマス目の数分、目標値が上がる。

### サイコロ・フィクション（SF）
ピーカーブーは、上記の通り特技表を用いる特殊な判定方法をとる。このシステムを「サイコロ・フィクション（略称：SF）」と呼ぶ。
サイコロフィクションは、速水螺旋人によるSFRPG「カットスロート・プラネット」（システムデザインは河嶋陶一朗が担当）のテストプレイ版で初めて採用されたものだが、同作の発売延期により、ピーカーブーが最初にこのシステムを搭載して発売されたRPGとなった。

## ゲームの進行
プレイヤーの行動を均等にするために、「サイクル」という概念が用いられている。プレイヤーの行動が一つ終わるたびにキャラクターシートのイラスト欄にサイコロを置いて、行動済みであることを示す。そして左隣のプレイヤーに手番が回る。こうして、ゲームマスターの手番が終わると1サイクル終了。手番をパスすることもできる。
ゲーム上の1日は「学校フェイズ」→「放課後フェイズ」→「真夜中フェイズ」→次の日というように進行していく。
学校フェイズ
イノセントは通学。スプーキーは自由行動。
放課後フェイズ
イノセント・スプーキーともに自由行動。
真夜中フェイズ
イノセントは寝るか自由行動。スプーキーの行動はイノセントの状態で変化。
オバケ屋敷フェイズ
特殊な法則に支配されている空間。悪いオバケや悪い人間たちとの戦闘がある可能性がある。

## サポート
- 「Role&Roll」　不定期ながらシナリオやサポート記事が掲載されている。
- 『まるごと一冊冒険企画局』　新紀元社、2010年。 - ムック。ろくごまるに作の小説を掲載。

## 書誌情報
- 河嶋陶一郎、落合なごみ、冒険企画局『ご近所メルヒェンRPG ピーカーブー (Role&Roll Books)』新紀元社、2008年9月。ISBN 978-4-7753-0643-7。
- 河嶋陶一郎、落合なごみ、冒険企画局『ご近所メルヒェンRPG ピーカーブー 改訂版 (Role&Roll Books)』新紀元社、2017年4月。ISBN 978-4-7753-1509-5。